# Station Iława Miasto
Station Iława Miasto is een spoorwegstation in de Poolse plaats Iława.